# Mihael Sirijec
Mihael Sirijec (arabsko ميخائيل السرياني, latinizirano: Mīkhaʾēl el Sūryani:, starosirsko ܡܺܝܟ݂ܳܐܝܶܠ ܣܽܘܪܝܳܝܳܐ, latinizirano: Mīkhoʾēl Sūryoyo), znan tudi kot Mihael Veliki (sirsko ܡܺܝܟ݂ܳܐܝܶܠ ܪܰܒ݁ܳܐ, latinizirano: Mīkhoʾēl Rabo) ali Mihael starejši, da bi se razlikoval od svojega načaka z enakim imenom, je bil od leta 1166 do 1199 patriarh in svetnik Sirske pravoslavne cerkve, * 1126, † 1199. 
Najbolj znan je kot avtor največje srednjeveške kronike, napisane v sirskem jeziku. Ohranila so se tudi nekatera druga njegova dela in fragmenti.

## Življenje

### Zgodnja leta
Mihaelovo življenje je opisal krščanski teolog Bar Hebraeus. Rodil se je okoli leta 1126 v Meliteni (danes Malatya, Turčija) kot sin duhovnika Elije iz družine Kindasi. Njegov stric, menih Atanazij, je leta 1136 postal škof v Anazarbu v Kilikiji.  V tistem obdobju je bila Melitena del kraljestva turkomanske dinastije Danišmendov. Ko je bilo kraljestvo leta 1142 razdeljeno na dve kneževini, je Melitena postala prestolnica ene od njiju. Leta 1178 je postala del Sultanata Rum. 
V bližini mesta je bil jakobitski samostan Mor Bar Sauma, ki je bil od 11. stoletja sedež patriarhata.  Mihael je že kot otrok vstopil v samostan in pred tridesetim letom postal arhimandrit. Kot tak je opravil nekaj izboljšav infrastrukture opatije,  vključno z zavarovanjem oskrbe z vodo in okrepitvijo obrambe pred roparskimi razbojniki. 

### Sirijski patriarh
18. oktobra 1166 je bil izvoljen za patriarha jakobitske cerkve in posvečen v navzočnosti osemindvajsetih škofov. Leta 1168 je romal v Jeruzalem in nato eno leto ostal v Antiohiji. Obe mesti sta bili takrat del latinskih križarskih držav. Mihael je vzpostavil odlične odnose s križarskimi gospodi, zlasti z Amauryjem de Neslejem, latinskim patriarhom Jeruzalema. Ko se je poleti 1169 vrnil v samostan Mar Bar Sauma, je sklical sinodo in poskušal reformirati cerkev, okuženo s korupcijo. 
Bizantinski cesar Manuel I. Komnen se je poskušal z njim pogajati o ponovni združitvi cerkva. Mihael Grkom ni zaupal in se ni odzval na cesarjevi povabili leta 1170 in 1172, naj se sestane s cesarjevim odposlancem Teorijanom. Namesto tega je kot svojega predstavnika na srečanje poslal škofa Janeza iz Kajšuma in nato svojega učenca Teodorja bar Vahbuna.  
Okrog leta 1174 se je moral spopasti z uporom skupine škofov in bil na njihovo pobudo dvakrat aretiran. Prvič so ga aretirali služabniki prefekta Mardina in drugič služabniki mosulskega emirja. Leta 1171 in 1176 so se mu uprli tudi menihi samostana Bar Saume. 
Med letoma 1178 in 1180 je ponovno obiskal križarski državi Antiohijo in Jeruzalemsko kraljestvo. Papež Aleksander III. ga je povabil, da se udeleži Tretjega Lateranskega koncila. Mihael je povabilo odklonil, vendar se je nanj odzval s pismom in dolgo razpravo o Albižanih, ki je temeljila na informacijah, ki jih je dobil. 
Mihael je bil vpleten tudi v egiptovsko polemiko glede doktrine spovedi in podprl aleksandrijskega papeža Marka III. pri izobčenju koptskega duhovnika in pridigarja Marka Ibn Kunbarja.

### Razkol
Leta 1180 so nekateri nezadovoljni škofje izvolili njegovega nekdanjega učenca Teodorja Bar Vahbuna za patriarha v Amidi pod imenom Janez, s čimer se je začel razkol, ki je trajal trinajst let. Mihael je odločno ukrepal, aretiral protipatriarha in ga uradno odstavil in zaprl v samostan Bar Sauma. Nekaj menihov je Teodorju omogočilo pobeg v Damask, kjer se je zaman pritoževal sultanu Saladinu. Iz Damaska je odšel v Jeruzalem in po padcu Jeruzalema leta 1187 z armenskim katolikosom Gregorjem IV. v Rumkale, kjer je z Gregorjevim posredovanjem dobil uradno priznanje  maloarmenskega princa Leona II. Teodor je imel veliko podpornikov, zato se je razkol končal šele po njegovi smrti poleti 1193. Po Bar Hebraeusu je pisal in govoril sirsko, grško, armensko in arabsko in svojo pritožbo proti Mihalelu napisal v arabščini.
Leta 1182 je Mihael v Meliteni sprejel sultana Kiliča Arslana II. in se z njim prisrčno pogovarjal. 

### Smrt
Umrl je v samostanu Bar Sauma 7. novembra 1199 v starosti dvainsedemdeset let, potem ko je bil patriarh triintrideset let. Pokopan je bil pred severnim oltarjem nove cerkve, ki jo je zgradil med letoma 1180 in 1193. Njegov nečak Mihael mlajši, znan kot Ješti Sefetana (ɝɸɫɬɂ' ɣɸɦɗɸɬɗɲɢɲ) ali Velikoustni, je bil antipatriarh v Meliteni od leta 1199 do 1215 kot nasprotnik patriarhov Atanazija IX. in nato Janeza XIV.

## Dela
Mihael je bil avtor več del o liturgiji, nauku Sirske pravoslavne cerkve in cerkvenem pravu. Ohranile so se tudi številne, večinoma neobjavljene pridige. Najbolj znan po Svetovni kroniki, najdaljši in najbogatejši ohranjeni kroniki, napisani  v sirskem jeziku.